# Васил-Левски (Тырговиштская область)
Васил-Левски (болг. Васил Левски) — село в Болгарии. Находится в Тырговиштской области, входит в общину Тырговиште. Население составляет 398 человек (2022).

## Политическая ситуация
В местном кметстве Васил-Левски, в состав которого входит Васил-Левски, должность кмета (старосты) исполняет Димитр Иванов Йорданов (Болгарская социалистическая партия (БСП)) по результатам выборов.
Кмет (мэр) общины Тырговиште — Красимир Митев Мирев (инициативный комитет) по результатам выборов.